# François Duplat
Pour les articles homonymes, voir Duplat.
François Duplat est un producteur de cinéma et de télévision français. Il dirige notamment les sociétés Bel Air Media (production audiovisuelle) et Bel Air Classiques (édition DVD et Blu-ray). Il s’est fait connaître pour son action et son engagement dans les différents domaines de la production et de la distribution cinématographique et audiovisuelle en Europe.

## Biographie
Né en France le 2 juin 1945, diplômé de l'Institut d'études politiques de Strasbourg, François Duplat commence sa carrière dans le domaine du cinéma en débutant comme collaborateur de Louis Malle[réf. souhaitée] en 1969. En 1971, il devient dirigeant de Nef Diffusion, société de production et de distribution de films à Munich en Allemagne.
Son activité s’élargit progressivement, puisqu'il assurera la programmation du cinéma Ciné Monde où auront lieu, les premières des films de Fassbinder Le Marchand des quatre saisons, Les Larmes amères de Petra von Kant, le film Aguirre, la colère de Dieu de Werner Herzog, Ich liebe dich, ich töte dich de Uwe Brandner, La Mort de Maria Malibran de Werner Schroeter, L'Angoisse du gardien de but au moment du penalty de Wim Wenders. 
Il ne contribue pas seulement à assurer la diffusion des productions du jeune Cinéma Allemand, mais il cherche aussi à faire découvrir le Nouveau Cinéma Français en Allemagne, en faisant importer des films tels que La Maman et la Putain et Mes petites amoureuses de Jean Eustache, Molière d’Ariane Mnouchkine.
Dès lors, les liens qu’il entretient entre la France et l’Allemagne deviendront de plus en plus étroits.
En 1980, il dirige la société de distribution Concorde FILMVERLEIH et sort en Allemagne des films représentants la production cinématographique européenne : Chorus Line de Richard Attenborough, Trois hommes et un couffin de Coline Serreau, Carmen de Carlos Saura, Chronique d'une mort annoncée (film) de Francesco Rosi, Coup de torchon de Bertrand Tavernier, Rosa Luxemburg de Margarethe von Trotta, Cobra Verde de Werner Herzog et Chambre avec vue de James Ivory.
En 1987, il fonde sa propre société NEF 2 FILMVERLEIH GmbH, qui distribue des films comme Un, deux, trois de Billy Wilder, Damage de Louis Malle, Europa de Lars von Trier, Retour à Howards End de James Ivory,  Petits meurtres entre amis de Danny Boyle et Shopping de Paul Anderson pour les territoires germanophones.
Par ailleurs, il gère la société NEF FILMPRODUKTION und VERTRIEBS GmbH, avec laquelle il a produit notamment Au revoir les enfants de Louis Malle en 1987, Reunion de Jerry Schatzberg (1988), Dr. M de Claude Chabrol (1989), et coproduit La Reine Margot de Patrice Chereau (1993).
Également producteur exécutif, François Duplat participa en 1995 aux côtés de Hans Brockmann à la production de Usual Suspects, film réalisé par Bryan Singer et récompensé par deux Oscars.
Gérant de la société Beeryer Films, il produit The Serpent’s Kiss de Philippe Rousselot (1996) et Raja de Jacques Doillon (2003).
Présent lors des grandes manifestations[pertinence contestée] (Festival international du film de Berlin, Locarno, Venise ou Cannes), il a été également membre de l’Advisery Board du Festival du film de Sundance à Park City en Utah. Il est impliqué dans le programme européen de soutien à la distribution en salles des films de la Communauté européenne, en tant que membre du «Board of Management» de Europa Cinemas.
En 1994, après avoir travaillé spécifiquement dans le domaine du cinéma, François Duplat développe une activité de production télévisuelle. Il fonde à Paris sa société Bel Air Media qui produit principalement des programmes culturels ayant trait à l’actualité des Arts en Europe : musique classique, opéra, ballet.
Pour le développement de sa société en France, François Duplat s’appuiera sur son expérience acquise auprès des artistes de renom avec lesquels il a construit son savoir-faire : Louis Malle, Alexandre Tarta, Ariane Mnouchkine, Patrice Chéreau, Gerard Mortier.
Il décide ensuite d’étendre ses activités à la production de documentaires sur des sujets culturels, historiques et de société pour des chaînes comme Arte, la Cinquième et France 3.
Après avoir vu éditer bon nombre des productions de Bel Air Media par des éditeurs comme Arthaus Musik (de), TDK, EMI ou Virgin Classics, François Duplat décide en 2004 de fonder son propre label d’édition vidéo Bel Air Classiques.

## Filmographie sélective (producteur)
- 1991 : Europa
- 1992 : Le Lac des cygnes (TV)
- 1995 : Usual Suspects (producteur exécutif); Le Comte Ory (TV)
- 1996 : Giselle (TV); Double mise
- 1997 : The Serpent's Kiss (producteur exécutif): Orphée aux Enfers"" (TV)
- 1999 : Casse-noisette (TV): Les Noces de Figaro (TV)
- 2000 : La Périchole (TV); Le Couronnement de Poppée; Les Contes d'Hoffmann (TV)
- 2001 : Cosi fan tutte (TV); Le Tour d'écrou (TV); La Chauve-souris (TV)
- 2003 : Raja; La Traviata (TV); L'Enlèvement au Sérail (TV); Otello (TV);
- 2005 : Julie de Philippe Boesmans (TV); Hercules (TV)
- 2006 : Le Dernier caravansérail (TV);
- 2007 : Barenboim on Beethoven (TV); Bolt (TV); Presto (TV); Misia (TV); Isadora Duncan (TV); Proust (TV); Louise (TV); La Walkyrie (TV)
- 2008 : Belshazzar (TV); Les Contes d'Hoffmann (TV); Eugène Onéguine (TV); Les Ephémères (TV); Orphée et Eurydice (TV);
- 2009 : Idomeneo (TV); Le Roi Roger (TV); Macbeth (TV)